# 오드캥거루쥐
오드캥거루쥐(Dipodomys ordii)는 주머니생쥐과에 속하는 설치류의 일종이다. 북아메리카 서부 지역의 토착종으로 특히 그레이트플레인스와 그레이트베이슨 지역에서 발견되며, 분포 지역이 캐나다 남단부터 멕시코 중부 지역까지 확장된다. 오드캥거루쥐는 뒷발에 다섯번 째 발가락을 가지고 있어서 텍사스캥거루쥐와 구별된다. 등 쪽 털은 황금빛 갈색, 배 쪽은 흰색으로 두 가지 색을 띤다. 꼬리는 길고 끝이 붓꼬리 형태를 띠며, 꼬리 등 쪽은 검고 안 쪽은 흰색의 옆줄무늬가 나 있다. 뒷발은 길이가 35mm 이상으로 도약을 하기 좋도록 발달했고, 전체 길이는 240mm 이상이다. 꼬리는 보통 160mm 이하로 텍사스캥거루쥐(160mm 이상)보다 작다. 미국에서는 흔하게 발견되지만 캐나다 개체군은 멸종 위협을 받고 있다.